# اشلی سستانوویچ
اشلی سستانوویچ (انگلیسی: Ashley Sestanovich؛ زادهٔ ۱۸ سپتامبر ۱۹۸۱) بازیکن فوتبال اهل بریتانیا است.
از باشگاه‌هایی که در آن بازی کرده‌است می‌توان به باشگاه فوتبال همپتون و ریچموند بورو، باشگاه فوتبال رویال آنتورپ، باشگاه فوتبال شفیلد یونایتد، باشگاه فوتبال گریمزبی تاون، باشگاه فوتبال منچستر سیتی، باشگاه فوتبال فارن‌بورو، و باشگاه فوتبال گرایس اتلتیک اشاره کرد.